# Акула-молот білоплавцева
Акула-молот білоплавцева (Sphyrna couardi) — акула з роду акула-молот родини акули-молоти. Інша назва «західноафриканська акула-молот».

## Опис
Загальна довжина досягає 3 м, зазвичай самці становлять 140–180 см та самиці — 220–240 см завдовжки. Зовнішністю доволі схожа на зубчасту акулу-молот. Голова велика. Має помірно широкий розмах виростів-«молота», який становить 25% довжини усього тіла. Ширина «молота» (між передньою та задньою крайкою) невеличка. Передній край голови сильно увігнутий, з характерними поглибленнями у середній частині та з боків. Очі округлі, з мигальною перетинкою. Розташовані на торцях виростів. Ніздрі є на передньому краї «молоту». Бризкальця відсутні. Рот широкий, зігнутий. Зуби невеликі, гострі. У неї 5 пар зябрових щілин. Тулуб стрункий, дещо стиснуто з боків. Грудні плавці великі, витягнуті. Має 2 спинних плавця, з яких перший більше за задній. Передній спинний плавець дуже високий, серпоподібної форми. Розташовано позаду грудних плавців. Черевні плавці маленькі, з округлими кінчиками. Анальний плавець довгий, низький, більше за задній. Хвостовий плавець помірно великий, зі збільшеною верхньою лопаттю.
Забарвлення спини сіро-синє або сіро-коричневе. Черево має попелясто-білий колір.

## Спосіб життя
Тримається прибережних вод, біля континентального шельфу. Полює біля дна, є бентофагом. Живиться камбаловими, вуграми, бичками, дрібними скатами, восьминогами, каракатицями, кальмарами.
Це живородна акула. Самиця народжує 24-28 акуленят завдовжки 28-29 см.
Є об'єктом місцевого промислу.
Відсутність відомості про напади на людину, втім вважається потенційно небезпечною.

## Розповсюдження
Мешкає в Атлантичному океані: від узбережжя Сенегалу до Конго. Зрідка зустрічається біля південно-західних берегів Європи.